# ۲۹ شکارچی
۲۹ شکارچی (انگلیسی: 29 Orionis) یک ستاره منفرد و تک است که در فاصله ۱۵۷ سال نوری از خورشید در صورت فلکی شکارچی قرار دارد. این ستاره با چشم غیرمسلح به عنوان یک نقطه نوری کم رنگ و زرد رنگ با قدر ظاهری ۴.۱۳ قابل مشاهده است.